# Check Your Head
Check Your Head ist das dritte Studioalbum der amerikanischen Hip-Hop-Gruppe Beastie Boys. Es wurde im April 1992 veröffentlicht.

## Geschichte
Im Gegensatz zum Vorgängeralbum kehrten die Beastie Boys mit Check Your Head zu ihren Punk-Wurzeln zurück. Erstmals seit ihren frühen EPs spielten sie auch die Instrumente selbst. Das Album wurde in den G-son-Studios in Atwater Village in Kalifornien aufgenommen. Es war das erste Album, das ganz von Mario Caldato Jr. co-produziert wurde, der zudem als Keyboarder in Erscheinung trat. Das Album verbindet Hip-Hop mit Punk und Rock, es finden sich jedoch auch Einflüsse aus Funk und exotische Perkussion auf Check Your Head.
Check Your Head erreichte Platz 10 der Billboard 200.
2009 erschien eine Deluxe Edition auf 2 CDs bzw. 2 LPs mit neuen Songs, Remixen und Liveaufnahmen.

## Titelliste
Bis auf die gekennzeichneten Ausnahmen wurden alle Songs von den Beastie Boys (Adam Yauch, Michael Diamond, Adam Horovitz) and Mark Ramos Nishita geschrieben.
1. Jimmy James (Beastie Boys/Mario Caldato Jr.) – 3:14
2. Funky Boss – 1:35
3. Pass the Mic (Beastie Boys/Caldato Jr.) – 4:17
4. Gratitude (Beastie Boys/Tom Cushman) – 2:45
5. Lighten Up – 2:41
6. Finger Lickin’ Good (Beastie Boys/Caldato Jr./Wendell Timothy Fite/Tadone Hill) – 3:39
7. So What’cha Want (Beastie Boys) – 3:37
8. The Biz vs. the Nuge (Biz Markie/Ted Nugent) – 00:33
9. Time for Livin’ (Sylvester Stewart/Frontline) – 1:48
10. Something’s Got to Give (Beastie Boys/Nishita/Caldato Jr.) – 3:28
11. The Blue Nun (Beastie Boys/Peter Sichel) – 00:32
12. Stand Together (Beastie Boys/Caldato Jr.) – 2:47
13. Pow – 2:13
14. The Maestro (Beastie Boy) – 2:52
15. Groove Holmes – 2:33
16. Live at P.J.’s – 3:18
17. Mark on the Bus (Nishita) – 1:05
18. Professor Booty (Beastie Boys/Caldato Jr.) – 4:13
19. In 3’s – 2:23
20. Namasté – 4:01

## Rezeption
Jeff Weiss bezeichnete Check Your Head als „größtes Meisterwerk“ des Rap-Rocks.
Die Webseite AllMusic gab dem Album die Höchstwertung. Stephen Thomas Erlewine schrieb, es habe Trends gesetzt und vorweggenommen.
Pitchfork wählte es auf Platz 34 der besten Alben der 1990er Jahre.
In der Auswahl der 200 besten Alben aller Zeiten von Uncut erreichte Check Your Head Platz 140.

„Bei diesem schwer rumpelnden, scratchenden und groovenden Werk von ‚Eklektizismus‘ zu schreiben, wäre eine Untertreibung. Gitarren, Schlagzeug und Orgel wurden in die Sound-Collagen, Geschwätz-Kaskaden und Slogans gemischt, weshalb die Beastie Boys 1992 die Kritiker-Listen anführten.“